# Papa's Goods
"Papa's Goods" é o décimo terceiro e último episódio da sétima temporada da série de televisão dramática Sons of Anarchy. O final da série e o 92º episódio no total, foi ao ar na FX em 9 de dezembro de 2014. O episódio foi escrito e dirigido por Kurt Sutter, o criador da série original. Este é o episódio mais assistido da série.

## Enredo
Jax é excomungado do M.C. por escolha própria após matar Jury White e amarra pontas soltas matando August Marks e Charles Barosky. Chibs então se torna o Presidente da SAMCRO e o clube vota para que Jax enfrente o "Sr. Ceifeiro", mas permitindo que ele fuja através de uma fuga encenada. Jax lidera uma grande perseguição policial na estrada e se mata ao colidir com um caminhão.

## Recepção

### Recepção crítica
O site agregador de críticas Rotten Tomatoes relata uma taxa de aprovação de 88%, com uma média de classificação de 8,90/10, baseada em 17 avaliações. O consenso crítico do site diz: "Uma jornada longa, sinuosa e turbulenta, semelhante a Sons of Anarchy em si, 'Papa's Goods' é um final adequado para a visão intransigente de Sutter sobre Jax e a gangue SAMCRO".
Em uma análise de Diana Steenbergen para a IGN, o final da série recebeu uma classificação de 9,5/10, afirmando: "Sons of Anarchy terminou em alta, conseguindo amarrar as pontas soltas da história de maneira tipicamente sangrenta, ao mesmo tempo em que entregava uma despedida emocionalmente carregada para os personagens. Jax obteve uma medida de redenção ao pagar por suas ações de uma maneira que deixou sua família - tanto seus filhos quanto os membros da SAMCRO - com esperança de uma vida melhor no futuro. O que mais poderíamos pedir?" Dalton Ross, da Entertainment Weekly, disse sobre o episódio: "O final foi um capítulo final adequado e imprevisível para uma temporada em que o criador Kurt Sutter nos desafiou a continuar torcendo pelo protagonista principal, mesmo enquanto esse protagonista fazia coisas terríveis."
Christine Orlando, do TV Fanatic, disse sobre a conclusão da série: "Quando finalmente vi um episódio, não ousaria perder outro. Às vezes horrível, muitas vezes angustiante, mas sempre envolvente, Sons of Anarchy fará falta." Enquanto isso, Leigh Kolb, da Vulture, disse: "'Papa's Goods' - com quase duas horas - é um poderoso fim para sete temporadas de vingança, luxúria, caos, lampejos de humor e, talvez o mais importante, humanidade".

### Audiência
O episódio teve 6,40 milhões de telespectadores em sua exibição original nos Estados Unidos. Tornando-se assim, o episódio mais assistido da série.